# Pinok et Matho
Pinok et Matho est le nom de scène d’un duo d’actrices mimes, chorégraphes et pédagogues françaises constitué en 1960.
Pinok, née Monique Bertrand, le 4 mai 1930 à Chambéry est morte le 6 juin 2024 à Tremblay-en-France dans le Val-d'Oise.
Matho, née Mathilde, Angèle, Berthe Dumont, le 16 décembre 1935 à Courbevoie est morte le 19 novembre 2023 à Tremblay-en-France.

## Biographie
Pinok et Matho se rencontrent en 1959 à l’École normale d’éducation physique (ENSEP) de Châtenay-Malabry, la première y étant alors professeure, la seconde étudiante. C’est Mireille Fromantel, professeur de danse à l’ENSEP, qui détecte à travers leurs différences, leur complémentarité artistique et les incite à travailler ensemble. Pinok est brune, de gabarit moyen, d’apparence frêle et introvertie ;  Matho est blonde, grande, charpentée, extravertie.
Elles étudient le mime avec Étienne Decroux et Maximilien Decroux, la danse avec Mireille Fromantel, Karin Waehner, Yuriko et Pearl Lang (École Graham), René Deshauteurs (jazz) et le solfège corporel avec Valérie Roth (méthode Dalcroze)
Le tandem Pinok et Matho montre pour la première fois deux femmes qui jouent sur leur androgynéité, telle leur figure scénique emblématique "Totem" qui contient à la fois le féminin et le masculin . 'Elles entrent en scène comme des êtres androgynes qui déjouent les sexes avec férocité et inquiétude à la fois' 
Dans une époque qui vise à réinventer le jeu du corps sur la scène, Pinok et Matho, n’aspirent pas à inventer un vocabulaire gestuel, mais cherchent à donner du sens et de la voix au corps. Ayant fait « le choix du neutre » pour reprendre l’expression d’Hannah Arendt, elles construisent leurs spectacles à partir de l'existence humaine et non spécifiquement l'existence des femmes.
Pour montrer le monde, leur monde, elles inventent des possibilités de discours corporel. Elles fusionnent les formes et les techniques, pouvant passer de la pantomime ancienne à un jeu expressionniste. 'Pinok et Matho avec des yeux de pierre, des gestes coupants, des corps anonymes et durs de mauvais anges recréent une fête en bordure des gouffres…. Ceux qui aiment le fantastique, l’irréel et les étranges sous-entendus de l’humain trouveront certainement quelque choses pour nourrir leurs angoisses, leurs obsessions et leur besoin de beauté'

## Parcours artistique et pédagogique
Dès 1962  Pinok et Matho créent à Paris leurs premiers spectacles de mime.
Elles font des tournées en France et à l'international, participent à des festivals et manifestations exceptionnelles, dont, entre autres, l’exposition universelle de 1967 à Montréal, - en Allemagne : les festivals de Cologne en 1980 et 1982, Karlsruhe et Mayence (1986), Stuttgart (1988 et 1990), - au Canada : celui de Winnipeg en1986, en Espagne : à Barcelone, Pampelune et Villanova (1982) ;
Elles animent de nombreux stages et enseignent entre autres au Canada (universités d’Ottawa, Laval, Montréal), en Allemagne (universités de Hanovre, Mayence), aux Hautes Études théâtrales de la Sorbonne…  
Orientant leurs travaux vers une dynamique de la création, elles ouvrent en 1962 à Paris leur école, le TEMP (Théâtre École Mouvement et Pensée). Leur formation sportive et le travail créatif à l’origine de leurs spectacles les conduisent à reconsidérer une pédagogie ouverte qui ne serait pas basée sur la seule imitation du maître. Elles privilégient alors dès 1962 le terme d’ «expression corporelle», déjà utilisé par Jacques Copeau, qui leur semble moins limité que le mot «mime » et englobe à la fois la notion d’entraînement et d’expression personnelle.
Elles ont formé des mimes, des comédiens, des danseurs, des enseignants, des psychothérapeutes, des animateurs, des réalisateurs de films, de théâtre équestre.
Pinok et Matho sont des artistes qui ont œuvré pour l'art du mime par la création de lieux et d'évènements. Dès la fin des années 1970 elles impulsent différents festivals de mime : création du Festival Mime sans Frontière à Brunoy avec Mario Valdès (1977), du festival M.I.M. (Mouvement International Mime) en 1978. Participation au Festival Mime-Parade à la Cité Internationale de Paris (1979 et 1980). Création du premier festival de mime de Périgueux en 1983. En 1986 elles fondent le Comité national du Mime puis le Concours européen de mime en 1989, Elles assurent la direction artistique à Saint–Maur-des-Fossés de trois Festivals internationaux de Mime (1990-91-93), des Semaines du Mime et des Semaines Premier Pas (1989).
En 1990, elles créent le Tremplin Théâtre à Paris dont elles assurent la direction artistique jusqu’en 2008 : lieu convivial, indépendant, ouvert aux créateurs, aux services d’œuvres inédites ou à redécouvrir.

## Spectacles
- 1962 : premières pièces de mime : La Forêt magique, Mondes absurdes, Études, Histoire de 2 géants d’après Henri Michaux, Bal chez le ministre, La Chose ; Les Cupidons. À propos d’un tabouret.

À partir de 1963 création de 21 spectacles :
- 1964 : Mime pour deux mimes, au Théâtre du Kaléidoscope
- 1965 : Drôle de mime, au Théâtre du Kaléidoscope
- 1966 : Tours d’angoisse, au Théâtre du Kaléidoscope
- 1968 : Mouvement et Pensée, au Théâtre du Kaléidoscope, avec 25 élèves comédiens du TEMP
- 1970 : Espaces carnivores, au Théâtre de Colombes
- 1971 : Chiens en laisse, au Théâtre des Deux Portes, avec 25 élèves comédiens du TEMP
- 1971 : Crucifixion, au Théâtre des Deux Portes, avec 25 élèves comédiens du TEMP
- 1972 : Le Crépuscule de l'orchidée au Théâtre des Deux Portes
- 1976 : Cris, Nuit, Lune, Nuages et quelques gaudrioles, au Théâtre du Tertre
- 1981 : Hamlet et Hamlet ou Tango avec la mort, au Théâtre de la Plaine
- 1983 : Abracadabracula, au Théâtre de la Huchette
- 1987 : Ténèbres et Azur ou Clin d’œil à la Flûte enchantée, à Mayence (Allemagne)
- 1989 : Liberté Égalité Fraternité, au Théâtre de Saint-Maur
- 1990 : Plume voyage, au Tremplin Théâtre des Trois Frères
- 1991 : Démones et Merveilles, au Théâtre de Saint-Maur
- 1992 : Pandémonium, au Théâtre de Saint-Maur
- 1993 : Mime et Fantastique, au Théâtre de Saint-Maur
- 1996 : L’extravagant voyage de Monsieur P.K., au Tremplin Théâtre des Trois Frères
- 1998 : Sitting things ou Demain les humains, au Tremplin Théâtre

### Spectacles pour jeunes publics
- 1970 Mimes et ritournelles Théâtre des Deux Portes
- 1978 Le fabuleux voyage aux Pays de Tout en Tout, la Villette

## Réglages et mises en scènes gestuelles

### Télévision
- 1960 : Cyrano de Bergerac de Claude Barma
- 1971 : Monsieur Jean de la Fontaine, Le Bouton de Rose de François Gir
- 1972 : Les Rois maudits (mini-série) de Claude Barma
- 1973 : Roméo et Juliette de Claude Barma
- La Calèche et la Banqueroute de Law, réalisateur Jean-François Delassus.

### Théâtre
- La Jacquerie de Prosper Mérimée, Hamlet de Shakespeare, Tristan et Iseut. Mises en scène Elie Ferrier.
- 1967 : L’Émigré de Brisbane de Schehadé. Mise en scène de Jacques Mauclair pour la Comédie Française
- 1969 : L’Assemblée des Femmes et Le Songe d’une nuit d’été. Mises en scène de Jean Périmony
- Colette au Théâtre de la Huchette

### Filmographie
- Mouvement et Pensée et Variation sur le pied, réalisation Pierre Samson
- Les ordinateurs. Expression corporelle à l’école et ‘’Espaces crucifiés, réalisation

Jacqueline Bilheust
- Les Métamorphoses du corps, réalisation Francette Levieux
- La Veuve et l’Orphelin, réalisateur Renaud Walter
- Prisonnier des ténèbres, réalisation Pierre Samson
- Pandémonium, réalisation Marchand et Meunier.

### Discographie
Collaboration avec des musiciens pour créer des supports sonores :
- 1974 : Métamorphoses, Musique de Francisco Semprun et Michel Christodoulidès, arguments de Pinok et Matho. Unidisc 30 1243
- 1976 : Espaces dynamiques – Idem - Unidisc 30 1309
- 1978 : Les Pays de Tout en Tout, Musique Dominique Laurent/Drames Pinok et Matho. Unidisc  30 1355
- 1982 : Azur et Ténèbres Musique Dominique Laurent/ Arguments de Pinok et Matho. Unidisc 30 1490